# Narcissus albescens
Narcissus albescens ist eine Pflanzenart aus der Gattung der Narzissen in der Familie der Amaryllisgewächse (Amaryllidaceae).

## Erscheinungsbild
Narcissus albescens ist eine ausdauernde krautige Pflanze, die Wuchshöhen von bis zu 35 Zentimeter erreicht. Die Blüten stehen nickend an den Blütenstandsschäften. Die Blütenfarbe ist schwefelgelb mit einer weiß ausbleichenden Nebenkrone und die Blüten duften. In ihrem gesamten Erscheinungsbild ähnelt sie der Moschus-Narzisse.

## Verbreitung
Der Naturstandort von Narcissus albescens ist unbekannt. Sie wird seit einiger Zeit im Garten gepflegt und zählt zu den Trompetennarzissen. Da es mittlerweile bessere Hybriden gibt, geht der Anbau dieser Art jedoch zurück.